# Mario Naster
Mario Naster (* 11. Dezember 1965 in Ludwigslust) ist ein ehemaliger deutscher Eishockeyspieler (Stürmer), der für den SC Dynamo Berlin, EHC Dynamo Berlin, die Kassel Huskies und den EHC Neuwied sowie SC Mittelrhein-Neuwied aktiv war. Naster absolvierte 18 Länderspiele für die Eishockeynationalmannschaft der DDR sowie fünf Länderspiele für die deutsche Eishockeynationalmannschaft.

## Karriere
In der Saison 1984/85 begann Mario Naster seine Karriere beim SC Dynamo Berlin in der ehemaligen DDR-Oberliga. Er blieb bis zum Ende der Saison 1991/92 bei Dynamo Berlin, mit denen er nach der Deutschen Wiedervereinigung auch in der Bundesliga und der 2. Liga Nord spielte. Zur Saison 1992/93 wechselte Naster zu den Kassel Huskies in die 2. Bundesliga und blieb drei Jahre bei den Huskies, mit denen er in der Saison 1994/95 erstmals in der Deutschen Eishockey Liga spielte.
Ab der Saison 1995/96 spielte er für den EHC Neuwied in der 1. Liga Nord bzw. 2. Bundesliga, wo er als Mannschaftskapitän mit dem Verein 1997 und 1998 die Meisterschaft und zudem 1997 den DEB-Ligapokal gewinnen konnte. Auch als der EHC Neuwied in der Saison 1999/2000 Insolvenz anmelden musste, blieb Naster in Neuwied und spielte fortan beim Nachfolgeverein SC Mittelrhein-Neuwied, zunächst in der Regionalliga und ein Jahr später in der Oberliga.
Nach der Saison 2002/03 beendete der langjährige Neuwieder Mannschaftskapitän seine aktive Laufbahn. In Neuwied bekam Mario Naster ein Abschiedsspiel, an dem viele ehemalige Weggefährten aus den Neuwieder Meistermannschaften teilnahmen. Nasters Rückennummer 22 wurde vom SC Mittelrhein-Neuwied gesperrt und an keinen Spieler mehr vergeben. Nach dem Ende seiner aktiven Laufbahn arbeitete Naster noch als Manager für den SC Mittelrhein-Neuwied.
Mario Naster nahm für die deutsche Eishockeynationalmannschaft an der Eishockey-Weltmeisterschaft 1991 teil. Zuvor spielte er bereits für die DDR-Eishockeynationalmannschaft bei der Weltmeisterschaft 1985 und 1987 sowie der B-WM 1990.

## Erfolge
- 1984/85 bis 1987/88 Meister der DDR-Oberliga mit dem EHC Dynamo Berlin
- 1996/97 Meister der 1. Liga mit dem EHC Neuwied
- 1997/98 Meister der 1. Liga mit dem EHC Neuwied
- 1997 Gewinner des DEB-Ligapokals mit dem EHC Neuwied